# Conflicto irano-israelí
El conflicto irano-israelí, también llamado guerra subsidiaria irano-israelí es un conflicto que tiene como principal base la lucha política entre la República Islámica de Irán y el Estado de Israel debido a que desde el ascenso del republicanismo teocrático del ayatolá Ruhollah Jomeini en Irán esta se ha vuelto enemiga del Estado judío por la cuestión palestina. Israel también ha tratado de debilitar y eliminar los aliados políticos regionales como Hezbolá en el Líbano, y a Hamás y a la Yihad Islámica en Palestina. Irán ha apoyado al gobierno sirio de Bashar al-Ásad en la guerra civil. Israel atacó a Irán en los últimos días con la mayor ola de bombardeos aéreos en años, con el objetivo claro de dañar el programa nuclear del país
Motivados por la doctrina de la periferia, el Irán imperial e Israel mantenían relaciones estrechas y veían a las potencias árabes como una amenaza común. Después de la revolución islámica de 1979, Irán cortó relaciones, pero los vínculos encubiertos continuaron durante la posterior guerra entre Irán e Irak. Irán entrenó y armó a Hezbolá para resistir la invasión israelí del Líbano en 1982, y continuó apoyando a las milicias chiitas durante toda la ocupación israelí del sur del Líbano. Incluso antes de 1979, los islamistas iraníes habían apoyado materialmente a los palestinos; después de 1979, Irán intentó establecer relaciones con la Organización para la Liberación de Palestina y más tarde con la Yihad Islámica Palestina y Hamás. Israel libró una guerra contra Hezbolá en 2006. Israel ha librado varias guerras con los palestinos en la Franja de Gaza y sus alrededores: en 2008-2009, 2012, 2014, 2021 y desde 2023. La guerra del Líbano de 1982 y la guerra de Gaza han sido las guerras más mortíferas del conflicto árabe-israelí.
Se han aducido diversas razones para explicar el conflicto entre Irán e Israel. Irán e Israel habían disfrutado previamente de vínculos cálidos debido a amenazas comunes, pero en la década de 1990 la Unión Soviética se había disuelto e Irak se había debilitado. Los islamistas iraníes han defendido durante mucho tiempo al pueblo palestino, al que perciben como oprimido. Los académicos creen que al apoyar a los palestinos, Irán busca una mayor aceptación entre los sunitas y los árabes, quienes dominan el Medio Oriente. En ocasiones, Irán ha apoyado la solución de un Estado y de dos Estados como respuesta a la difícil situación de los palestinos, aunque el país también ha utilizado un lenguaje más incendiario para predecir la desaparición de Israel. Israel ve a Irán como una amenaza existencial. Israel ha acusado a Irán de albergar intenciones genocidas,  mientras que Irán ha acusado a Israel de llevar a cabo un genocidio en Gaza. En consecuencia, Israel ha buscado sanciones y acciones militares contra Irán para impedir que adquiera armas nucleares.

## Antecedentes
Los islamistas iraníes tienen una larga historia de simpatía con los palestinos. En 1949, el ayatolá iraní Mahmoud Taleghani visitó Cisjordania y quedó conmovido por la difícil situación de los refugiados palestinos. Luego Taleghani comenzó a defender a los palestinos dentro de Irán en las décadas de 1950 y 1960. Después de la guerra de los Seis Días en 1967, comenzó a recaudar fondos (por ejemplo, el azaque) dentro de Irán para enviarlos a los palestinos. El gobierno iraní de la época estaba alarmado por estas actividades y los documentos de SAVAK indican que el gobierno creía que el público iraní simpatizaba con el pueblo palestino. Del mismo modo, Ruhollah Jomeiní defendió al pueblo palestino antes de convertirse en el líder supremo de Irán en 1979. También criticó los vínculos de la dinastía Pahlaví con Israel, considerando a Israel como un partidario del régimen Pahlaví. Tras la revolución iraní de 1979, el nuevo gobierno de Jomeini adoptó una política de hostilidad hacia Israel. El nuevo gobierno iraní veía a Israel como un puesto colonial avanzado. Irán retiró su reconocimiento a Israel como Estado y cortó todos los vínculos diplomáticos, comerciales y de otro tipo con Israel,  refiriéndose a su gobierno como el «régimen sionista»  y a Israel como la «Palestina ocupada».
A pesar de la tensión entre ambos países, Israel brindó apoyo a Irán durante la guerra entre Irán e Irak de 1980 a 1988. Durante la guerra, Israel fue uno de los principales proveedores de equipamiento militar a Irán y también proporcionó instructores militares. Israel apoyó directamente el esfuerzo bélico de Irán cuando bombardeó y destruyó el reactor nuclear iraquí de Osirak en la Operación Babilonia. El reactor nuclear se consideraba un componente central del programa de armas nucleares de Irak.
La invasión israelí del Líbano en 1982 provocó la salida de la Organización de Liberación de Palestina (OLP) del Líbano. La consiguiente ocupación israelí del sur del Líbano benefició temporalmente a los aliados israelíes en el Líbano y a la población civil israelí, con menos ataques violentos por parte de Hezbolá contra el norte de Israel que los realizados anteriormente por la OLP en la década de 1970.[cita requerida] Sin embargo, las masacres en masa perpetradas por agentes israelíes (las Fuerzas Libanesas Maronitas y los falangistas de derecha) contra los chiitas libaneses tuvieron como consecuencia a largo plazo el surgimiento de un movimiento de resistencia libanés local, en lugar de palestino, en el sur del Líbano, que en la segunda mitad de la década de 1990 planteaba más problemas estratégicos a Israel que los que la OLP podía plantear en la década de 1970.
Irán ha establecido una red de aliados y fuerzas subsidiarias en todo Medio Oriente, que describe como parte de un "eje de la resistencia" destinado a oponerse a los intereses estadounidenses e israelíes en la zona. Israel considera a Irán una amenaza existencial debido a la retórica de Teherán, su apoyo a fuerzas subsidiarias en la región y su suministro de armas y financiación a grupos palestinos como Hamás. En algunos casos, los grupos representativos evolucionaron hasta convertirse en partidos políticos, una transición que fue alentada y fomentada por Irán. Estos agentes de doble función ganaron legitimidad política al tiempo que enmascaraban actividades terroristas. Los funcionarios de inteligencia estadounidenses dijeron que creen que Irán no busca un conflicto más amplio, argumentando que el objetivo principal de los representantes iraníes es atacar a Israel y a los Estados Unidos de una manera que evite desencadenar una guerra a gran escala.  Se considera que Estados Unidos es el mayor "patrocinador militar" de Israel. Alemania, Reino Unido e Italia también han suministrado armas a Israel.

## Principales desavenencias entre Irán e Israel

### Presunto apoyo al terrorismo por parte de Irán
Desde la proclamación de la República islámica de Irán en 1979, el gobierno de Irán ha sido acusado por los Estados Unidos de financiar organizaciones terroristas, proporcionándoles equipamiento, armas, entrenamiento y dándoles cobijo. El Departamento de Estado de los Estados Unidos describe Irán como un «patrocinador estatal activo de terrorismo». Se cree que ha apoyado a grupos que atentan contra los intereses de Estados Unidos e Israel en varios lugares del mundo, como por ejemplo el atentado contra los cuarteles en Beirut en 1983, el atentado a la AMIA o el atentado a la embajada de Israel en Argentina.

### Apoyo a la Resistencia Palestina
Desde la caída del Shah Mohammad Reza Pahleví, la República Islámica de Irán se volvió enemigo jurado de Israel y apoya a la resistencia palestina hasta el día de hoy. Entre 2005 y 2011, Irán fue uno de los principales financiadores y proveedores de Hamás. Israel estima que las brigadas de Hamás tienen un núcleo de varios cientos de miembros, que recibieron entrenamiento de estilo militar, incluida la capacitación en Irán y en Siria (antes de la guerra civil siria). En 2011, después del estallido de la guerra civil siria, Hamás se distanció del gobierno sirio y sus miembros comenzaron a abandonar Siria. Desde 2012, Hamás dejó de recibir apoyo de Irán debido al apoyo de Hamás a la Hermandad Musulmana en Siria. En un discurso para el portavoz de las brigadas Qassam en 2014 en el vigesimoséptimo aniversario de Hamás, agradeció a Irán por su ayuda en finanzas y armas. Después del alto al fuego entre Israel y Hamás a principios de 2014, la Yihad Islámica Palestina ha visto su poder aumentar constantemente con el respaldo de fondos de Irán. Se cree que su respaldo financiero también proviene de Siria. Después de la declaración unilateral de Estados Unidos de reconocer a Jerusalén como capital del Estado de Israel, Irán ha reiterado ese apoyo contra el estado judío. Ismail Hanie, subjefe de la dirección del Movimiento de Resistencia Palestina (Hamás), manifestó un profundo y sentido agradecimiento por el apoyo incondicional y constante de Irán al pueblo palestino.
El analista político Salem Al Ketbi sostiene que Hamás forma parte del "brazo largo" de Irán en Oriente Medio.

### Kurdistán
Cuando se creó el Estado de Israel, varias familias kurdas emigraron hacia allá y muchos judíos huyendo de la persecución de Sadam Huseín y del Partido Baaz Árabe Socialista Iraquí fueron hacia allá, y varios judíos escaparon en ese momento a la Irán de Mohammad Reza Pahleví, aliada de Israel en ese momento. Desde la década de 1960, ambos pueblos han mantenido lazos en materia de negocios, defensa e inteligencia, aunque siempre con discreción. Por tal razón Israel apoyó el Referéndum de independencia del Kurdistán iraquí de 2017 debido a esta relaciones históricas y restales el poder de la influencia iraní en el área.
Se cree que Israel coopera con algunos grupos kurdos iraníes que desean la independencia del Kurdistán iraní y conseguien información para debilitar el régimen de los Ayatolas. Numerosos miembros de la minoría kurda (unos cuatro millones de personas, el 7% de la población iraní) simpatizan con las ideas separatistas.

### Apoyo israelí a grupos anti iraníes
Irán es uno de los países más heterogéneos, al tiempo que estables, de la región. No obstante, esa estabilidad llega a costa del mantenimiento de un enorme aparato de seguridad que garantice que el descontento no se traduzca en un desafío serio. El país cuenta con más de una decena de minorías étnicas, que habitan alrededor del 70% del territorio iraní y a las que pertenecen alrededor de la mitad de sus casi 80 millones de habitantes. azerí
Funcionarios estadounidenses confirman que Organización de los Muyahidines del Pueblo de Irán fue financiado, entrenado y armado por Israel para matar a científicos nucleares iraníes.
Según un informe del New Yorker, los miembros de la Organización de los Muyahidines del Pueblo de Irán recibieron capacitación en los fondos estadounidenses e israelíes para sus operaciones contra el gobierno iraní.
La alineación de Organización de los Muyahidines del Pueblo de Irán con Israel generalmente se considera como un oportunismo por parte de los primeros, en lugar de una asociación genuina. 
El ayatolá Ali Khamenei acusó a Israel de ayudar a Jundallah a llevar a cabo ataques en Irán.

### Líbano y apoyo a Hezbolá
La invasión israelí de 1982 del Líbano dio lugar a la salida de la Organización de Liberación de Palestina (OLP) del Líbano. La siguiente creación de la Zona de Seguridad en el sur del Líbano ha beneficiado a los aliados israelíes en el país y a la población civil israelí, ya que Galilea sufrió ataques menos violentos por parte de Hezbolá. A pesar de este éxito israelí en la erradicación de las bases de la OLP y la retirada parcial en 1985, la invasión israelí aumentó la gravedad del conflicto con las milicias libanesas locales y dio como resultado la consolidación de varios movimientos chiitas locales en el Líbano, incluidos al ya mencionado Hezbolá y Amal, de un movimiento de guerrilla desorganizado en el sur a una organización paramilitar de rango alto. Con el paso de los años, las bajas militares de los dos bandos aumentaron, ya que ambas organizaciones políticas chiitas usaron armamento más moderno, y Hezbolá progresó en sus tácticas.
Irán suministró a la organización militante Hezbolá sustanciales cantidades de ayuda financiera, capacitación, armas, explosivos, política, diplomática y organizativa, mientras persuadía a la organización para que tomara medidas contra Israel. El manifiesto de Hezbolá de 1985 enumeró sus cuatro objetivos principales como «la salida final de Israel del Líbano como preludio de su eliminación final». Según los informes publicados en febrero de 2010, Hezbolá recibió 400 millones de dólares de Irán. A principios de la década de 1990, Hezbolá, con el apoyo de Siria e Irán, surgió como el principal grupo y poder militar, monopolizando la dirección de la actividad guerrillera en el sur del Líbano.

### Programa nuclear de Irán

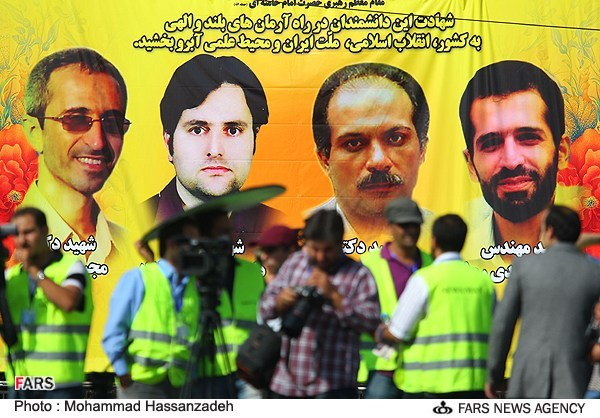
Mural en Teherán con los rostros de los cuatro científicos asesinados entre 2010 y 2012.

Los sucesivos gobiernos de Israel han declarado el programa nuclear de Irán una amenaza para su país. Irán, por el contrario, sostiene que su programa tiene fines exclusivamente pacíficos. Para detener el programa iraní o al menos retrasarlo, Israel ha promovido sanciones internacionales contra Irán y llevado a cabo asesinatos y sabotajes encubiertos en suelo iraní. 
Cuatro científicos iraníes presuntamente vinculados al programa nuclear perdieron la vida en atentados entre 2010 y 2012: Masud Ali Mohamadi, Mayid Shahriari, Dariush Rezaineyad y Mostafa Ahmadi Roshan. Tres de ellos fueron asesinados por bombas magnéticas adosadas a sus coches, Rezaineyad fue muerto a tiros y Ali Mohammadi murió en la puerta de su casa al estallar una moto bomba. Israel ha reconocido implícitamente haber cometido estos atentados con la autorización de Estados Unidos, si bien el Departamento de Estado estadounidense lo niega. Según el presidente del Parlamento iraní, los detenidos en uno de los atentados señalaron que Estados Unidos, Reino Unido e Israel estarían detrás de ese crimen.
En 2010, un virus informático bautizado 'Stuxnet' provocó graves daños físicos en la planta iraní de enriquecimiento de uranio de Natanz. Durante varios meses se especuló que el virus habría sido creado y lanzado por Estados Unidos o Israel deliberadamente para sabotear el programa nuclear de Irán, pero las autoridades no confirmaron esa afirmación. En enero de 2011, el New York Times corroboró esta versión con base en filtraciones de la inteligencia estadounidense.
No satisfechos con la suspensión del programa lograda por el acuerdo entre Irán y las grandes potencias de 2015, Israel continuó con sus acciones, asesinando en 2020 a un quinto científico iraní, Mohsen Fakhrizadeh.

### Guerra civil siria

#### Apoyo a Bashar al-Ásad

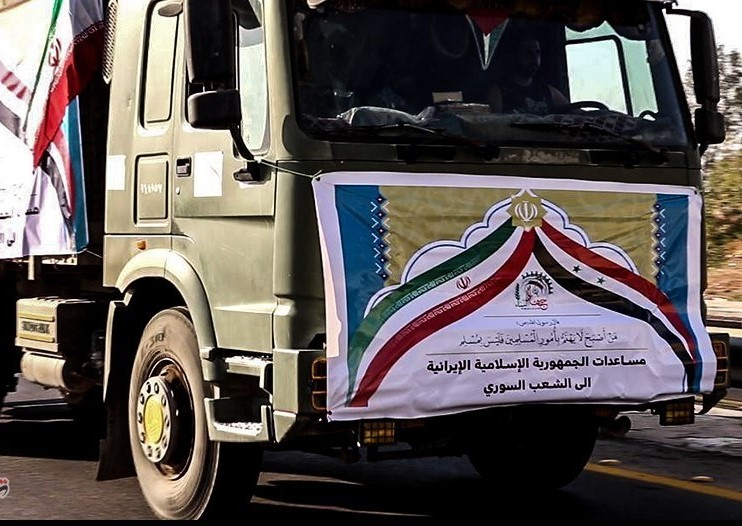
Convoyes iraníes en apoyo al gobierno sirio en Deir-Al-Zor

Siria forma parte del Eje de la Resistencia que es un tratado de seguridad antiisraelí entre Irán, Siria y el grupo chií libanés Hezbolá, que se enfrentó a Israel en 2006, con respaldo de iraníes y sirios. La alianza también incluye a algunos grupos guerrilleros palestinos. La República Árabe de Siria ha sido el único aliado de la región por mucho tiempo de Irán. Mantener el eje de la resistencia es también una cuestión de gran importancia ideológica de Irán y su compromiso con la exportación de sus principios revolucionarios islámicos. Por todas estas razones, Irán se hacen grandes esfuerzos para preservar su presencia en Siria.

#### Israel apoya a la oposición siria
Israel ha proporcionado tratamiento médico para los opositores sirios (entre civiles y rebeldes armados). Los informes sobre la supuesta hospitalización de algunos miembros del Frente Al-Nusra causaron conflictos entre la comunidad drusa israelí. Un informe de la ONU ratifica que las fuerzas israelíes han apoyado a los grupos armados en los Altos del Golán sirios, incluida la rama local de Al-Qaeda.
A finales de abril de 2016, las fuerzas de seguridad del Ejército Árabe Sirio (SAA) detuvieron un vehículo que, según afirmaron, estaba cargado con una gran cantidad de armas fabricadas por Israel en la gobernación de Al-Swaida'a, en el sur de Siria. Las armas son muy antiguas y, como se vio, la mayoría de ellas se fabricaron en las décadas de 1970 y 1980 y, por el aspecto de las municiones, se las ha robado porque adolecen de negligencia y mal estado

#### Posible construcción de una base permanente iraní en Siria
La República Islámica de Irán, según lo reveló una fuente de inteligencia occidental, está construyendo una base militar permanente en Siria. lo que ha provocado gran preocupación a Israel en donde según fuentes ha atacado es lugar por lo menos una vez, por lo que considera que es una amenaza directa al país. La base se dice que está a 15 kilómetros de Damasco. Irán avanza hacia su objetivo estratégico de establecer un corredor terrestre desde Teherán hasta el Mediterráneo, a través de las regiones chiitas de Irak, lo que otorgaría a la República Islámica un acceso directo a sus aliados en Siria y Líbano. y aumentar su influencia en la región. El gobierno iraní expresó que esto es falso y que su presencia en Siria solo se limita a asesorar militarmente al gobierno de Bashar al-Ásad.

### Programa de Misiles de Irán
Irán tiene un programas de misiles que se ha considerado una amenaza a la región en especial a Israel y a los enemigos de Teherán que se ha fortalecido en los últimos años.

## Desarrollo cronológico

### Protestas en Irán de 2017-2018
En la recientes manifestaciones de fin de año en Irán, Irán acusó a Israel de estar detrás de ellas financiándolas. El primer ministro israelí se ha pronunciado en apoyo a las multitudinarias protestas en Irán, pero ha negado cualquier apoyo directo por parte de Tel Aviv.

### Captura del dron de supuesto origen iraní y derrumbe del avión F-16 Israelí
Las Fuerzas de Defensa de Israel informaron que el día 10 de febrero de 2018 un helicóptero de sus fuerzas militares lograron interceptar con éxito un dron que supuestamente pertenecía a Irán, el que se envió desde Siria y se infiltró en territorio israelí. La aeronave fue identificada desde el principio y estuvo bajo vigilancia hasta la interceptación. En respuesta a la provocación, la Fuerza Aérea Israelí –sostuvo en un comunicado- atacó los componentes de lanzamiento de la aeronave en territorio sirio. Un caza F-16 israelí fue derribado por las baterías antiaéreas de la Fuerza de Defensa Aérea Siria durante la operación militar contra objetivos iraníes en Siria y ha caído en territorio israelí. La caída del avión israelí fue grabado por vídeos de seguridad. Posteriormente, Israel atacó doce objetivos en territorio sirio.

#### Reacción irano-siria
El gobierno de Bashar al-Ásad acusó a Israel de «agresión». Mientras que el gobierno de la república islámica tachó las acusaciones de «ridículas» y afirmó no tener presencia militar en el país más que solo la de asesoramiento.

#### Reacción israelí
El primer ministro israelí Benjamin Netanyahu aseguró el 11 de febrero de 2018 que los ataques de la aviación israelí en Siria dieron un «duro golpe» a Irán y a las fuerzas del régimen sirio. «El sábado dimos un duro golpe a las fuerzas iraníes y sirias», dijo Netanyahu. «Continuaremos atacando a todos los que intentan atacarnos.» Netanyahu advirtió que la política de Israel de defenderse contra «cualquier intento de violar nuestra soberanía» había quedado «completamente clara.» «Irán violó descaradamente la soberanía de Israel», declaró. «Despacharon un dron iraní desde territorio sirio hacia Israel... Israel hace a Irán y sus anfitriones sirios responsables.» Netanyahu reiteró que Israel se opondría a cualquier intento de Irán de atrincherarse militarmente en Siria.

#### Reacción rusa
Rusia expresó una «gran preocupación» y llamó a la contención de las partes. «Sobre todo preocupa la amenaza de una escalada tanto dentro como en torno de las zonas de rebaja de tensión en Siria, que han sido un factor importante para la disminución de la violencia en el suelo sirio», remarcó la cancillería rusa en un comunicado. El presidente de Rusia Vladímir Putin exhortó al primer ministro de Israel Benjamin Netanyahu el cese de bombardeos contra Siria, para evitar incremento del conflicto en Medio Oriente.

#### Reacción estadounidense
El gobierno de los Estados Unidos de América dio su apoyo a Israel en la reciente escalada militar ocurrida en Siria, luego de que un drone iraní y un cazabombardero israelí fueran derribados en enfrentamientos sin precedentes. «Estados Unidos está profundamente preocupado por la escalada de violencia en la frontera de Israel y apoya con firmeza el derecho soberano de Israel a defenderse», dijo la portavoz del Departamento de Estado Heather Nauert en un comunicado.

#### Reacción de las Naciones Unidas
El secretario general de la Organización de las Naciones Unidas (ONU), Antonio Guterres, pide la reducción inmediata de la tensión en Siria, después de que los aviones de guerra de Israel bombardearan el 10 de febrero de 2017 posiciones militares del país árabe después que de Siria saliera un dron que viola el espacio aéreo del estado judío.

### Ataque contra una base militar siria en Homs
El gobierno de la Federación Rusa y el gobierno de la República Árabe de Siria responsabilizaron a Israel por un mortal ataque aéreo en contra de un aeropuerto militar sirio, ocurrido el 9 de abril de 2018. Varios misiles impactaron la base aérea de Tiyas, conocida como T4, cerca de la ciudad de Homs. Según testigos, catorce personas murieron en la acción militar. Israel, que ya había atacado blancos sirios en el pasado, no ha confirmado ni negado las acusaciones. Al principio el gobierno de Bashar al-Ásad había culpado a los Estados Unidos del ataque. El centro de análisis Stratfor señala que es la base aérea T4, es la misma en donde supuestamente partió un dron iraní que incursionó en el espacio aéreo israelí, en febrero pasado y se sospecha que esta base esta en manos de Irán de forma tácita.

### Irak
Se sospecha que drones de las Fuerzas de Defensa de Israel atacaron una base de las Milicias Chitas pro-iraníes y de la Fuerza Quds de la Guardia Revolucionaria Iraní cercano a la ciudad fronteriza de Al-Bukamal, y que costó la vida de dieciocho miembros de las milicias según informes.

### Explosiones en Irán en el año 2020
Una serie de explosiones con causas de origen indeterminadas han sacudido Irán Desde finales de junio varios incendios y explosiones tuvieron lugar en el país, el 15 de julio de 2020 se declaró un incendio en astilleros del puerto de Bouchehr (suroeste) que dañaron varios barcos en construcción sin dejar víctimas. En Teherán hubo dos explosiones, una cerca de unas importantes instalaciones militares y la otra cerca de una clínica que provocó 19 muertes. Otra explosión tuvo lugar en una fábrica en el sur de la ciudad y dejó dos muertos. Otra explosión ocurrió el 2 de julio en el complejo nuclear de Natanz, ubicado a unos 250 km al sur de la capital. Las autoridades, que hablaron al comienzo de un "accidente", afirmaron que no revelarían las causas de inmediato por "razones de seguridad". Estos incidentes fueron presentados oficialmente como accidentes pero muchos iraníes creen que se trata de acciones clandestinas de Israel, enemigo jurado de Irán en conjunto con los Estados Unidos.
Una explosión se produjo el domingo 19 de julio de 2020 en una central eléctrica de la provincia de Isfahán, en el centro de Irán, sin provocar víctimas, indicaron fuentes oficiales.
Algunos funcionarios occidentales e iraníes declararon que la causa de las explosiones fueron los ataques cibernéticos israelíes y los ataques encubiertos de Estados Unidos e Israel. Un grupo que se hace llamar las "Panteras de la Patria" (en persa: یوزپلنگان وطن yuzpalangan vatan) se atribuyó la responsabilidad de la explosión en la instalación de enriquecimiento nuclear de Natanz. El gobierno prometió tomar represalias si se confirmaba el sabotaje en su instalación nuclear de Natanz.

### Ciberguerra
Estos dos países son antagonistas desde hace cuatro décadas, están mezclado en una ciberguerra afectando sus principales centros neurológicos civiles y militares de ambas naciones, se atacan donde más daño pueden causar. Pero ni el uno ni el otro se adjudican dichos ataques.

### Muerte de Científico
El presidente de Irán, Hassan Rouhani, acusó a Israel del asesinato de su más importante científico nuclear y dijo que su muerte no interrumpiría el programa nuclear del país. Mohsen Fakhrizadeh era considerado por las agencias de inteligencia de occidente como el cerebro detrás del programa secreto de armas nucleares de Irán y el "padre de la bomba iraní"

### Ataque de Barco de Transporte de Israelí
Irán podría estar detrás de la explosión registrada  en un buque de transporte de propiedad israelí que navegaba por el Golfo de Omán, acusaron las principales autoridades del Estado hebrero y estos prometieron una Repuesta. El portavoz de Asuntos Exteriores de Irán, Said Jatibzadeh, negó la implicación de su país en los hechos sucedidos en el Golfo de Omán 

### Israel reclama derecho para actuar contra Irán
El día 13 de octubre de 2021, El ministro de Relaciones Exteriores de Israel, Yair Lapid, declaró  que Israel "se reserva el derecho" de actuar "en cualquier momento y de cualquier forma" contra el programa nuclear de Irán. Las declaraciones fueron realizadas durante una rueda de prensa conjunta con el secretario de Estado de Estados Unidos, Antony Blinken, y el ministro de Relaciones Exteriores de Emiratos Árabes Unidos (EAU), Abdulá bin Zayed al Nahyan, tras su reunión bilateral en Washington D. C., Estados Unidos.

### Momentum
A principios de 2020, las Fuerzas de Defensa de Israel crearon Momentum, un grupo operacional militar destinado exclusivamente en combatir y detener la "amenaza de Irán" contra el Estado de Israel.

### Escalada bélica desde 2023
El 7 de octubre de 2023, Hamás lanzó un ataque contra Israel denominado Operación Inundación de Al-Aqsa. El ataque empezó con el lanzamiento de 3000 cohetes desde la Franja de Gaza hacia la zona limítrofe de Israel, al mismo tiempo que se realizaba una incursión terrestre en la que militantes palestinos atacaron varias bases militares y poblaciones israelíes y tomaron cientos de prisioneros militares y rehenes civiles, muchos de los cuales murieron durante los enfrentamientos. Según Hamás, estos ataques tenían apoyo de Irán, si bien esta colaboración ha sido negada por el propio gobierno iraní.
El 8 de octubre, Hezbolá lanzó cohetes desde Líbano sobre el territorio sirio ocupado por Israel de los Altos del Golán, en concreto en las Granjas de Shebaa. Las tropas israelíes respondieron con bombardeos contra Hezbolá, que a su vez respondieron y condujeron a la mayor escalada entre Hezbolá e Israel desde la guerra de 2006. El gobierno israelí se vio forzado a ordenar la evacuación de 28 localidades del norte de Israel.
En febrero de 2024, agentes israelíes volaron dos de los principales gasoductos de Irán en varios puntos, dejando sin suministro de gas a la población de cinco provincias en pleno invierno. El gobierno iraní denunció que el ataque buscaba provocar descontento social. No acusó directamente a Israel pero la autoría israelí fue confirmada por el New York Times unos días después.
El 1 de abril de 2024, la aviación israelí bombardeó el consulado de Irán en Damasco, matando a 16 personas. Entre los fallecidos se encontraban ocho oficiales de la Fuerza Quds de los Cuerpos de la Guardia Revolucionaria Islámica, incluyendo el general de brigada Mohammad Reza Zahedi. El gobierno iraní prometió venganza.
El 13 de abril de 2024 por la noche Irán lanzó cientos de vehículos aéreos no tripulados y misiles balísticos (300 según fuentes israelíes) desde su territorio hacia Israel. El ataque hizo sonar las sirenas de ataque aéreo en ciudades de todo el país, incluidas Tel Aviv y Jerusalén, y se escucharon explosiones cuando las defensas aéreas interceptaron los proyectiles. La mayoría de los misiles fueron interceptados con ayuda de fuerzas de Francia, el Reino Unido y Estados Unidos, las cuales derribaron alrededor de 100 drones iraníes. El gobierno israelí solo reportó un herido leve. El gobierno iraní aseguró que la mayoría de los objetivos fueron alcanzados y que la base aérea israelí de Nevatim y una base de inteligencia en los Altos del Golán sufrieron daños importantes.
El 19 de abril de 2024, a las 5:23 horas, Israel lanzó un ataque con vehículos aéreos no tripulados contra Irán, Irak y Siria. Los ataques se dirigieron principalmente contra los alrededores de la ciudad de Isfahán, en el centro del país, donde hay una importante base militar y una instalación nuclear. Según las autoridades iraníes todos los «objetos sospechosos» fueron derribados y no causaron víctimas ni daños.
Tres meses después se produjo una nueva escalada. El 31 de julio, Israel mató en Teherán al jefe político de Hamás, Ismail Haniye, que había acudido a la toma de posesión del nuevo presidente, Masud Pezeshkian. El gobierno iraní juró venganza pero no realizó ningún ataque significativo. El 27 de septiembre, Israel mató en Líbano a la cúpula dirigente de Hezbolá, incluyendo a su máxmio líder Hasán Nasralá, que pocos días antes había aceptado un alto el fuego con Israel. Esta vez, el gobierno iraní sí decidió lanzar un ataque de represalia contra Israel, que tuvo lugar el 1 de octubre y consistió en una salva de 181 misiles balísticos. El gobierno israelí afirmó haber derribado muchos de los misiles y censuró toda información sobre los daños producidos. La aviación israelí lanzó a su vez en represalia tres oleadas de bombardeos sobre Teherán y Karaj el 26 de octubre. La agencia oficial iraní confirmó ataques sobre bases militares y radares en las provincias de Ilam, Juzestán y Teherán. Los israelíes también atacaron objetivos en Siria.
El 7 de enero de 2025, el Ejército israelí fue puesto en alerta máxima alegando posibles medidas hostiles de Irán «en los próximos días».
El 13 de junio de 2025, Israel inició una serie de ataques a gran escala contra objetivos en varias áreas de Irán, denominado por Israel como Operación León Creciente. Estos ataques se llevaron a cabo para dañar las capacidades de armas nucleares de Irán, incluidas las instalaciones clave y comandantes importantes. Asimismo, Irán respondió lanzando misiles contraofensivos hacia Tel Aviv y Jerusalén.